# Anatropanthus borneensis
Anatropanthus borneensis là một loài thực vật có hoa trong họ La bố ma. Loài này được Friedrich Richard Rudolf Schlechter mô tả khoa học đầu tiên năm 1908.
Loài này phân bố tại Borneo.